# Mashkjeza
Mashkjeza régészeti helyszín, az ókori Illíria déli, Epirusszal határos vidékének egyik illírek lakta erődített, városias települése volt a mai Délnyugat-Albániában, a Gjanica jobb partját kísérő dombok egyikén. Korabeli neve írásos forrásokból nem ismert.
Az 1983-ban Neritan Ceka által végzett régészeti ásatások eredményei alapján a már a késő bronzkorban lakott nyílt települést az i. e. 7. században erődítették. Több más korabeli protourbán településhez hasonlóan a rektanguláris alaprajzú falak eleinte csupán védelmül szolgáltak, a lakhelyek a falakon kívül maradtak. Lakói vélhetően büllionok voltak, és elsősorban szőlőtermesztéssel foglalkoztak. Az ásatások során megállapították, hogy az erődítésben az i. e. 4. század második felében jelentek meg az első kő lakóépületek, és a települést az i. e. 3. század elejéig lakták. Az előkerült tárgyi anyag egyezései alapján lakói szoros kapcsolatban álltak a közeli Eugenummal, a pénzveretek pedig intenzív kereskedelmi kapcsolatokra utalnak Apollóniával.